# Katie Stuart (Schauspielerin, 1984)
Kathryn Elizabeth „Katie“ Stuart (* 22. August 1984 in Sonora, Kalifornien) ist eine US-amerikanische Schauspielerin.

## Leben und Leistungen
Stuart trat bereits als kleines Kind in den Werbefilmen auf. Im Alter von 11 Jahren spielte sie in der Fernsehsendung Adventures with Kanga Roddy. Ihre erste Rolle in einem Kinofilm übernahm sie im Film Detektiv auf Samtpfoten (1998), in dem sie neben Ronny Cox und Lindsay Wagner eine der größeren Rollen spielte. Für diese Rolle wurde sie im Jahr 1999 für den Young Artist Award nominiert.
Stuart spielte im Jahr 2000 in der Fernsehserie Titans. In den Jahren 2003 bis 2004 war Stuart in einer größeren Rolle in der Fernsehserie General Hospital zu sehen. Im Thriller Wild Things 2 (2004) spielte sie neben Susan Ward eine der Hauptrollen. In der Mitte der 2000er Jahre studierte sie an der University of Southern California in Los Angeles.

## Filmografie (Auswahl)
- 1998: Detektiv auf Samtpfoten (Frog and Wombat)
- 2000: Eine himmlische Familie (7th Heaven, Fernsehserie, eine Folge)
- 2000–2001: Titans – Dynastie der Intrigen (Titans, Fernsehserie, sieben Folgen)
- 2001: Xena – Die Kriegerprinzessin (Xena: Warrior Princess, Fernsehserie, eine Folge)
- 2001: City Guys (Fernsehserie, eine Folge)
- 2002: Bat Attack – Angriff der Fledermäuse (Fangs)
- 2003: Boomtown (eine Folge)
- 2003: General Hospital (Fernsehserie, 12 Folgen)
- 2004: The Girl Next Door
- 2004: Wild Things 2
- 2005: Tamara – Rache kann so verführerisch sein (Tamara)
- 2008: Blackout
- 2009: Lost Dream